# 上村洋行
上村 洋行（うえむら ひろゆき、1973年10月23日 - ）は、日本中央競馬会 (JRA) 栗東トレーニングセンター所属の元騎手・現調教師。実兄の上村典久は調教助手。

## 来歴

### 騎手時代
1992年栗東の柳田次男所属騎手としてデビュー。同期には後藤浩輝・横山義行らがいる。
競馬学校在学時より複数の教官たちから追う技術や騎手向きの性格を評価されるなどデビューした当時から騎乗技術が高く、同年は京王杯オータムハンデキャップをトシグリーンで制するなど、新人ながら40勝を挙げた。
2年目には53勝を挙げ、若手ながら相当な実力を持った騎手として認知されるようになる。1994年には東京優駿でデビュー3年目ながら2番人気のナムラコクオーに騎乗している（6着）。なお、デビュー3年以内で100勝を達成している騎手は他には武豊、蛯名正義、角田晃一、藤田伸二、福永祐一、武幸四郎、秋山真一郎、池添謙一、北村宏司、藤岡佑介、川田将雅、鮫島良太、三浦皇成らがいるが、競馬学校騎手過程8期生以降に適用された「デビュー3年以内でも100勝以上の騎手は減量されない」対象となった最初の騎手である。
また、主戦騎手が武豊に乗り替わる前のサイレンススズカやゴールドアリュールと後にGI馬になる馬にも騎乗している。
その後もコンスタントに勝ちを積み重ねていたが、1990年代の後半ごろから以前ほどの勢いが落ちる。実はこの時、眼の病気（飛蚊症）を患っていたにもかかわらず治療をしないまま騎乗を続けていたという。それでも毎年10勝以上と2桁の勝ち鞍は挙げていたが、2004年に治療をするため騎乗を自粛。しばらくの間、手術をするため休養に入る。手術は3回行われ、ようやく視力が回復するに至った。
復帰後の2005年には42勝と若い頃に近い成績を残し、神戸新聞杯でストーミーカフェに騎乗した四位洋文に替わってシックスセンスに騎乗したり、エリザベス女王杯を連覇中だったアドマイヤグルーヴにも騎乗している。
2008年6月15日、スリープレスナイトでCBC賞を勝ち、実に10年ぶりのJRA重賞競走を勝利するとその後も同馬で北九州記念、さらにはスプリンターズステークスも制覇し、GI競走騎乗40回目の挑戦にして初勝利を挙げた。
2014年2月28日付をもって騎手を引退。

### 調教師時代
騎手引退後は池添兼雄厩舎所属の調教助手として働きつつ、調教師を目指していた。2017年12月7日、JRAの2018年度新規調教師試験に合格した。2018年3月1日付で調教師免許発効となる。2018年は技術調教師として角居勝彦厩舎、池江泰寿厩舎で研修を積んだ。2019年3月1日付で厩舎を開業した。
2023年3月19日、管理するベラジオオペラがスプリングステークスを勝利し、開業5年目で念願の重賞初優勝を達成。同月26日の阪神11RでJRA通算100勝を達成。
2024年3月31日、ベラジオオペラが大阪杯を制し、GI初優勝を飾った。

## 不祥事
騎手時代
2002年7月12日、函館競馬場の調整ルーム食堂内にて上村は青木芳之と口論になり一方的な暴力行為に及んだ。裁決委員は13～14日の騎乗は不適当と判断。競馬施行規則第126条第20号「競馬の公正確保について業務上の注意義務を負う者として相応しくない非行のあった者」を適用し、上村に対し13日から21日までの騎乗停止処分を科した。
調教師時代
2024年11月9日、JRAは上村が調教師記章（バッジ）を模造して使用したことに対し、過怠金50万円の制裁を科したことを発表した。上村は紛失防止のため業者に依頼して記章の模造品を作製し使用していたが、同年10月26日に東京競馬場で調教師記章の拾得物が届け出られたことからJRAが調査し、拾得されたものが管理番号から上村の所有物であることが判明。しかし、本人が別の記章を着用していたことから事情を確認した結果、前述の模造の経緯が判明した。この行為は、立ち入り禁止区域への不正な侵入を目的としたものではないものの、ルールを遵守すべき調教師としての注意義務を著しく欠くものとして、日本中央競馬会施行規程第147条第19号により制裁が科された。

## 騎乗成績
| 年度   | 1着 | 2着 | 3着 | 騎乗数 | 勝率 | 連対率 | 複勝率 |
| ------ | --- | --- | --- | ------ | ---- | ------ | ------ |
| 1992年 | 40  | 30  | 33  | 398    | .101 | .176   | .259   |
| 1993年 | 53  | 44  | 41  | 433    | .122 | .224   | .319   |
| 1994年 | 50  | 58  | 65  | 546    | .092 | .198   | .317   |
| 1995年 | 36  | 37  | 40  | 449    | .080 | .163   | .252   |
| 1996年 | 6   | 9   | 8   | 119    | .050 | .126   | .193   |
| 1997年 | 21  | 24  | 23  | 328    | .064 | .137   | .207   |
| 1998年 | 15  | 16  | 18  | 218    | .069 | .142   | .225   |
| 1999年 | 23  | 19  | 30  | 318    | .072 | .132   | .226   |
| 2000年 | 29  | 27  | 36  | 414    | .070 | .135   | .222   |
| 2001年 | 14  | 16  | 19  | 286    | .049 | .105   | .171   |
| 2002年 | 28  | 27  | 24  | 359    | .078 | .153   | .220   |
| 2003年 | 14  | 16  | 22  | 278    | .050 | .108   | .187   |
| 2004年 | 6   | 4   | 11  | 95     | .063 | .105   | .221   |
| 2005年 | 42  | 33  | 32  | 529    | .079 | .142   | .202   |
| 2006年 | 24  | 26  | 21  | 438    | .055 | .114   | .162   |
| 2007年 | 36  | 37  | 41  | 503    | .072 | .145   | .227   |
| 2008年 | 30  | 30  | 39  | 483    | .062 | .124   | .205   |
| 2009年 | 16  | 23  | 9   | 372    | .043 | .105   | .129   |
| 2010年 | 33  | 32  | 29  | 471    | .070 | .138   | .200   |
| 2011年 | 29  | 25  | 22  | 348    | .083 | .155   | .218   |
| 2012年 | 12  | 9   | 16  | 44     | .044 | .078   | .137   |
| 2013年 | 10  | 3   | 7   | 181    | .055 | .072   | .110   |
| 2014年 | 3   | 2   | 3   | 270    | .068 | .114   | .182   |
| 中央   | 570 | 547 | 589 | 7880   | .072 | .142   | .216   |
| 地方   | 10  | 6   | 6   | 56     | .179 | .286   | .393   |

|            | 日付          | 競馬場・開催  | 競走名          | 馬名               | 頭数 | 人気 | 着順 |
| ---------- | ------------- | ------------- | --------------- | ------------------ | ---- | ---- | ---- |
| 初騎乗     | 1992年3月1日  | 1回阪神2日2R  | 4歳未勝利       | トシワイズ         | 12頭 | 3    | 4着  |
| 初勝利     | 1992年3月28日 | 1回中京7日6R  | 5歳上500万円下  | スナークライナー   | 14頭 | 1    | 1着  |
| 重賞初騎乗 | 1992年8月30日 | 3回小倉6日11R | 小倉記念        | ダンツジュピター   | 10頭 | 9    | 9着  |
| 重賞初勝利 | 1992年9月13日 | 4回中山2日11R | 京王杯AH        | トシグリーン       | 13頭 | 10   | 1着  |
| GI初騎乗   | 1993年4月11日 | 2回阪神6日10R | 桜花賞          | ショウザンダイヤ   | 18頭 | 16   | 14着 |
| GI初勝利   | 2008年10月5日 | 4回中山8日11R | スプリンターズS | スリープレスナイト | 16頭 | 1    | 1着  |

### 主な騎乗馬
- トシグリーン（1992年京王杯オータムハンデキャップ）
- ナムラコクオー（1993年ラジオたんぱ杯3歳ステークス、1994年シンザン記念、1996年プロキオンステークス）
- ロイヤルスズカ（1998年スワンステークス）
- スリープレスナイト（2008年CBC賞、北九州記念、スプリンターズステークス）
- ファインチョイス（2011年函館2歳ステークス）
- アドマイヤコスモス（2011年福島記念）

その他
- アイポッパー
- アドマイヤグルーヴ
- イーグルカフェ
- オグリローマン
- ゴールドアリュール
- サイレンススズカ
- シックスセンス
- マサラッキ
- マチカネフクキタル

## 調教師成績
|            | 日付          | 競馬場・開催  | 競走名       | 馬名               | 頭数 | 人気 | 着順 |
| ---------- | ------------- | ------------- | ------------ | ------------------ | ---- | ---- | ---- |
| 初出走     | 2019年3月3日  | 1回阪神4日3R  | 3歳未勝利    | ブラッディムーン   | 16頭 | 3    | 3着  |
| 初勝利     | 2019年3月9日  | 2回中京1日12R | 瀬戸特別     | アイファーイチオー | 14頭 | 9    | 1着  |
| 重賞初出走 | 2019年3月30日 | 3回中山3日11R | ダービー卿CT | エイシンティンクル | 16頭 | 12   | 13着 |
| 重賞初勝利 | 2023年3月19日 | 2回中山8日11R | スプリングS  | ベラジオオペラ     | 16頭 | 2    | 1着  |
| GI初出走   | 2021年5月9日  | 2回東京6日11R | NHKマイルC   | レイモンドバローズ | 18頭 | 12   | 15着 |
| GI初勝利   | 2024年3月31日 | 2回阪神4日11R | 大阪杯       | ベラジオオペラ     | 16頭 | 2    | 1着  |

## 主な管理馬
- ベラジオオペラ（2023年スプリングステークス、チャレンジカップ、2024年・2025年大阪杯）[14]
- アイアンバローズ（2023年ステイヤーズステークス）[14]
- ウィリアムバローズ（2024年東海ステークス、日本テレビ盃）[14]
- アルマヴェローチェ（2024年阪神ジュベナイルフィリーズ）
- ヤンキーバローズ（2025年ファルコンステークス）

## テレビ出演
- 心ゆさぶれ!先輩ROCK YOU（2010年5月8日、日本テレビ）